# Dos Hermanas (Málaga)
Dos Hermanas es un barrio perteneciente al distrito Carretera de Cádiz de la ciudad andaluza de Málaga, España. Sus coordenadas son:  36°42'11"N   4°26'53"W. Su código postal es el 29003

## Ubicación
Según la delimitación oficial del ayuntamiento, limita al norte y al este con el polígono industrial Ronda Exterior; al sur con los barrios de San Carlos Condote, El Torcal y Haza de la Pesebrera; y al oeste, con Nuevo San Andrés 1.
A este barrio también pertenece el mercado municipal de Dos Hermanas, el cual fue inaugurado en 1973. La superficie total construida es de 959 m² de los cuales 270 m² pertenecen a los puestos. Funcionó bien durante los primeros años pero la actividad comercial cayó drásticamente en los años noventa. En la actualidad hay 5 establecimientos abiertos.
A pesar del que el consistorio, entre el 2005 y 2014, invirtió 100 000 euros en reformas, se prevé demolerlo y construir un nuevo mercado, el coste de las obras superaría más de 800 000 euros.
Entre los barrios de Dos Hermanas, Nuevo San Andrés I y Haza de la Pesebrera se sitúa en el Colegio Espíritu Santo, centro educativo concertado fundado en 1965 y perteneciente a la Fundación Victoria
En este barrio se encuentra la Asociación de Nuestro Padre Jesús de la Salvación despojado de sus vestiduras y María Santísima de la Encarnación, cuya sede social y hermandad está en la C/ Ingeniero Díaz Pettersen, s/n. Mercado Municipal Barriada Dos Hermanas.
Se crea la U.D. Dos Hermana San Andrés, club que reúne a jugadores de este junto con la unión de otros barios de la zona. Se juega en el campo El Duende (calle Paulo Freire 5)

## Historia
Dos Hermanas se construye sobre antiguas huertas, esta zona formaba parte de la periferia de la ciudad. Muchas de estas viviendas fueron entregadas al personal de RENFE aunque también llegaron muchos malagueños procedentes del Perchel, de la Trinidad y también de la Cofradía de Pescadores. Recién casados y gente joven fueron los primeros vecinos. Este año se cumplen los 60 años de la construcción de este barrio.
El origen del nombre parece no estar relacionado con la localidad sevillana de Dos Hermanas. Situado junto a vías de tren, el nombre procedería según algunas fuentes de dos hermanas que antiguamente atendían un paso a nivel cercano. El paso a nivel se situaba en la calle Sillita de la Reina permitiendo el acceso con la calle bodegueros del barrio de San Rafael. Otras fuentes indican que se debe a que en lugar existió un cortijo regentado por dos hermanas. En cualquier caso, el barrio fue construido en el año 1961 como un proyecto de 904 viviendas sociales de la Obra Sindical del Hogar y fue bautizado con el nombre de barriada de José Solís Ruiz, en homenaje al ministro franquista popularmente conocido como la "sonrisa del régimen". Por entonces la zona era la periferia de la ciudad y estaba rodeada de industrias, descampados, pesebreras, caminos rurales y arroyos que se desbordaban ocasionalmente, siendo la zona de la salida de Málaga hacia Churriana.
En el año 2004 comenzaron las obras de un proyecto integral de rehabilitación.

## Transporte

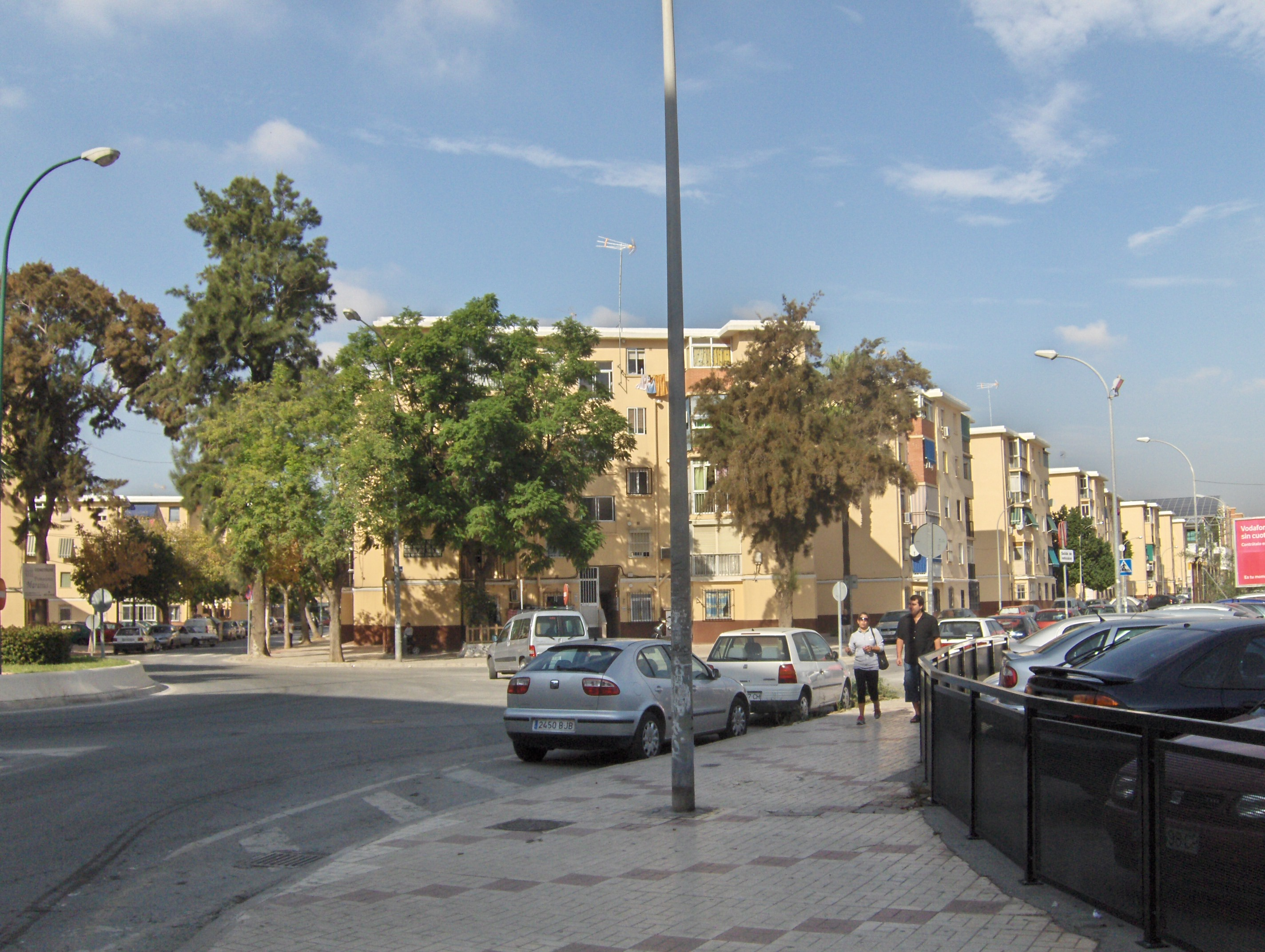
Vista del barrio desde Avenida Europa.

En autobús queda conectado mediante las siguientes líneas de la EMT: 
| Línea | Trayecto                                   | Recorrido | Frecuencia    |
| ----- | ------------------------------------------ | --------- | ------------- |
| 1     | Parque del Sur - Avda. Europa (San Andrés) | Recorrido | 8-9 minutos   |
| 15    | La Virreina - Santa Paula                  | Recorrido | 11-12 minutos |